# Granja Florencia
Granja Florencia es una localidad del municipio de Toro, en la provincia de Zamora, comunidad autónoma de Castilla y León, España.
Se sitúa a orillas del río Duero y paralelo a la carretera local ZA-P-1102, a 15 kilómetros por carretera de la localidad de Toro y a tan solo 2 kilómetros del municipio de Villalazán.
En la actualidad en Granja Florencia se sitúa un Centro de selección y mejora genética de ovino y caprino.
La Granja de Florencia la gestiona la Junta de Castilla y León, y en ella se encuentran empresas como Ovigen, Cogala y el Laboratorio Provincial de Sanidad Animal de Zamora en el cual y entre otras, se controla la salubridad de las explotaciones ganaderas zamoranas. Principalmente en bovino, porcino, ovino y caprino.

## Demografía
Granja Florencia fue perdiendo población paulatinamente hasta que se construyó el centro de mejora genética. Desde entonces ha habido un ligero repunte.
| Evolución de la demografía de Granja Florencia entre 2000 y 2017 |                                                                  |
| ---------------------------------------------------------------- | ---------------------------------------------------------------- |
| Gráfico no disponible temporalmente debido a problemas técnicos. |                                                                  |
| Fuente:Instituto Nacional de Estadística                         |                                                                  |
| Gráfica elaborada por: Wikipedia                                 |                                                                  |
|                                                                  | Gráfico no disponible temporalmente debido a problemas técnicos. |